# Danh sách đĩa nhạc của Kang Daniel
Ca sĩ kiêm nhạc sĩ Hàn Quốc Kang Daniel đã phát hành một album phòng thu, bốn đĩa mở rộng (EP), 18 đĩa đơn (bao gồm hai bài hát, năm đĩa đơn quảng cáo và ba lần xuất hiện nhạc phim) và 23 video âm nhạc. Tính đến tháng 6 năm 2022, Kang đã bán được 2 triệu album với tư cách là nghệ sĩ solo và thêm 4,2 triệu với tư cách là thành viên của Wanna One.
Sau khi kết thúc các hoạt động của Wanna One với tư cách là một nhóm, Daniel đã phát hành EP solo đầu tiên của mình, Color on Me, vào tháng 7 năm 2019 dưới công ty quản lý một người mới thành lập Konnect Entertainment. EP ra mắt ở vị trí số một trên bảng xếp hạng Gaon Album Chart của Hàn Quốc và lọt vào bảng xếp hạng Album Oricon Chart của Nhật Bản ở vị trí thứ 23. Nó cũng phá vỡ hai kỷ lục bán hơn 500.000 bản vật lý trong tháng đầu tiên phát hành. Vào tháng 3 năm 2020, Daniel phát hành EP thứ hai, Cyan, là phần đầu tiên của dự án "bộ ba màu sắc" của anh ấy. Nó đứng đầu Bảng xếp hạng Gaon Album của Hàn Quốc với đĩa đơn chủ đạo "2U" mang lại cho Daniel ca khúc top 10 đầu tiên của anh ấy ở Hàn Quốc, đạt vị trí thứ bảy trên Gaon Digital Chart. EP thứ ba của anh ấy, Magenta, được phát hành vào tháng 8 năm 2020 và là phần thứ hai trong loạt dự án màu ba phần của anh ấy. Đĩa đơn kỹ thuật số "Paranoia", phát hành vào tháng 2 năm 2021, đánh dấu lần xuất hiện solo đầu tiên của Daniel trên bảng xếp hạng World Digital Song Sales của Billboard với đĩa đơn ra mắt ở vị trí thứ 5. Nó cũng mang lại cho Daniel ca khúc top 5 đầu tiên của anh ấy tại Hàn Quốc, đạt vị trí thứ hai trên bảng xếp hạng Gaon Digital Chart. Vào tháng 4 năm 2021, Daniel phát hành EP tổng thể thứ tư của mình, Yellow, là phần cuối cùng của dự án ba phần của anh ấy nhằm tìm kiếm màu sắc thực sự của anh ấy với tư cách là một nghệ sĩ solo. Nó đứng đầu bảng xếp hạng Gaon Album Chart của Hàn Quốc với đĩa đơn chủ đạo "Antidote", mang lại cho Daniel ca khúc quán quân đầu tiên trên bảng xếp hạng Gaon Digital Chart của Hàn Quốc.

## Album phòng thu
| Tiêu đề   | Thông tin chi tiết | Vị trí cao nhất | Doanh thu      |
| Tiêu đề   | Thông tin chi tiết | KOR             | Doanh thu      |
| --------- | --- | --------------- | -------------- |
| The Story | - Phát hành: 24 tháng 5, 2022 - Hãng đĩa: Konnect Entertainment - Định dạng: CD, tải xuống kỹ thuật số, phát trực tuyến | 3               | - KOR: 323,671 |

## Đĩa mở rộng
| Tiêu đề                                                                                       | Chi tiết | Vị trí cao nhất bảng xếp hạng | Vị trí cao nhất bảng xếp hạng | Doanh thu                   | Chứng nhận          |
| Tiêu đề                                                                                       | Chi tiết | KOR                           | JPN                           | Doanh thu                   | Chứng nhận          |
| --------------------------------------------------------------------------------------------- | --- | ----------------------------- | ----------------------------- | --------------------------- | ------------------- |
| Color on Me                                                                                   | - Phát hành: 25 tháng 7, 2019 (KOR) - Hãng đĩa: Konnect Entertainment - Định dạng: CD, tải xuống kỹ thuật số, phát trực tuyến | 1                             | 23                            | - KOR: 500,134 - JPN: 2,767 | - KMCA: 2× Platinum |
| Cyan                                                                                          | - Phát hành: 24 tháng 3, 2020 (KOR) - Hãng đĩa: Konnect Entertainment - Định dạng: CD, tải xuống kỹ thuật số, phát trực tuyến | 1                             | —                             | - KOR: 266,176              | - KMCA: Platinum    |
| Magenta                                                                                       | - Phát hành: 3 tháng 8, 2020 (KOR) - Hãng đĩa: Konnect Entertainment - Định dạng: CD, tải xuống kỹ thuật số, phát trực tuyến  | 1                             | 94                            | - KOR: 337,785 - JPN: 384   | - KMCA: Platinum    |
| Yellow                                                                                        | - Phát hành: 13 tháng 4, 2021 (KOR) - Hãng đĩa: Konnect Entertainment - Định dạng: CD, tải xuống kỹ thuật số, phát trực tuyến | 1                             | 136                           | - KOR: 320,114 - JPN: 329   | - KMCA: Platinum    |
| Joy Ride                                                                                      | - Phát hành: 5 tháng 10, 2022 (JPN) - Hãng đĩa: Konnect Entertainment - Định dạng: CD, tải xuống kỹ thuật số, phát trực tuyến | —                             | 15                            | - JPN: 2,968                |                     |
| Realiez                                                                                       | - Phát hành: 19 tháng 6, 2023 (KOR) - Hãng đĩa: Konnect Entertainment - Định dạng: CD, tải xuống kỹ thuật số, phát trực tuyến | TBA                           | TBA                           | TBA                         | TBA                 |
| "—" biểu thị các bản phát hành không có bảng xếp hạng hoặc không được phát hành ở khu vực đó. | |                               |                               |                             |                     |

## Đĩa đơn

### Nghệ sĩ chính
| Tiêu đề                                                                                       | Năm | Vị trí cao nhất bảng xếp hạng | Vị trí cao nhất bảng xếp hạng | Vị trí cao nhất bảng xếp hạng | Album             |
| Tiêu đề                                                                                       | Năm | KOR                           | KOR Hot                       | US World | Album             |
| --------------------------------------------------------------------------------------------- | --- | ----------------------------- | ----------------------------- | --- | ----------------- |
| "What Are You Up To" (뭐해)                                                                   | 2019 | 15                            | 1                             | — | Color on Me       |
| "Touchin'"                                                                                    | 2019 | 71                            | —                             | — | Cyan              |
| "2U"                                                                                          | 2020 | 7                             | 81                            | — | Cyan              |
| "Waves" (kết hợp Simon Dominic và Jamie)                                                      | 2020 | 102                           | 92                            | — | Magenta           |
| "Who U Are" (깨워)                                                                            | 2020 | 12                            | 80                            | — | Magenta           |
| "Paranoia"                                                                                    | 2021 | 2                             | 39                            | 5 | Yellow            |
| "Antidote"                                                                                    | 2021 | 1                             | 56                            | 21 | Yellow            |
| "Upside Down"                                                                                 | 2022 | 2                             | —                             | — | The Story         |
| "Nirvana" (featuring pH-1 and WDBZ)                                                           | 2022 | 92                            | —                             | — | The Story: Retold |
| "SOS"                                                                                         | colspan="3" data-sort-value="" style="background: #DDF; vertical-align: middle; text-align: center; " class="no table-no2" \| TBA | Realiez                       |                               | |                   |
| Tiếng Nhật                                                                                    | |                               |                               | |                   |
| "TPIR" (featuring Miyavi)                                                                     | 2022 | —                             | —                             | — | Joy Ride          |
| "Joy Ride"                                                                                    | 2022 | —                             | —                             | — | Joy Ride          |
| Tiếng Anh                                                                                     | |                               |                               | |                   |
| "Look Where We Are" (with 220 Kid and Willim)                                                 | 2023 | —                             | —                             | data-sort-value="" style="background: #ececec; color: grey; vertical-align: middle; text-align: center; " class="table-na" \| Đĩa đơn không nằm trong album |                   |
| "Wasteland"                                                                                   | 2023 | —                             | —                             | — | Realiez           |
| "—" biểu thị các bản phát hành không có bảng xếp hạng hoặc không được phát hành ở khu vực đó. | |                               |                               | |                   |

### Kết hợp cùng nghệ sĩ khác
| Tiêu đề                                                                                       | Năm  | Vị trí cao nhất | Album                      |
| Tiêu đề                                                                                       | Năm  | KOR             | Album                      |
| --------------------------------------------------------------------------------------------- | ---- | --------------- | -------------------------- |
| "State of Wonder" (inverness featuring Anthony Russo and Kang Daniel)                         | 2021 | —               | Monstercat Instinct Vol. 7 |
| "Hush Hush" (Miyavi featuring Kang Daniel)                                                    | 2021 | —               | Imaginary                  |
| "—" biểu thị các bản phát hành không có bảng xếp hạng hoặc không được phát hành ở khu vực đó. |      |                 |                            |

### Thương mại
| Tiêu đề                                                                                       | Năm  | Vị trí cao nhất bảng xếp hạng | Vị trí cao nhất bảng xếp hạng | Album                 |
| Tiêu đề                                                                                       | Năm  | KOR                           | KOR Hot                       | Album                 |
| --------------------------------------------------------------------------------------------- | ---- | ----------------------------- | ----------------------------- | --------------------- |
| "Refresh" (with Zico)                                                                         | 2020 | 113                           | 77                            | For the Love of Korea |
| "Outerspace" (featuring Loco)                                                                 | 2021 | 80                            | —                             | Non-album single      |
| "Fly" (with Chancellor)                                                                       | 2021 | —                             | —                             | Cyworld BGM 2021      |
| "Ready to Ride"                                                                               | 2022 | —                             | —                             | Non-album single      |
| "Move like This" (with Ive's Yujin featuring Yuna Kim)                                        | 2022 | —                             | *                             | Non-album single      |
| "—" biểu thị các bản phát hành không có bảng xếp hạng hoặc không được phát hành ở khu vực đó. |      |                               |                               |                       |

### Nhạc phim
| Tiêu đề                                                                                       | Năm  | Vị trí cao nhất | Album                        |
| Tiêu đề                                                                                       | Năm  | KOR             | Album                        |
| --------------------------------------------------------------------------------------------- | ---- | --------------- | ---------------------------- |
| "Something"                                                                                   | 2020 | —               | Backstreet Rookie OST Part 1 |
| "Hush Hush (Korean Ver.)" (featuring Miyavi)                                                  | 2022 | —               | Rookie Cops OST Special      |
| "Remember Us"                                                                                 | 2022 | TBA             | Street Man Fighter OST Vol.2 |
| "—" biểu thị các bản phát hành không có bảng xếp hạng hoặc không được phát hành ở khu vực đó. |      |                 |                              |

## Các bài hát được xếp hạng khác
| Tiêu đề                                                                                       | Năm  | Vị trí cao nhất bảng xếp hạng | Vị trí cao nhất bảng xếp hạng | Album       |
| Tiêu đề                                                                                       | Năm  | KOR                           | KOR Hot                       | Album       |
| --------------------------------------------------------------------------------------------- | ---- | ----------------------------- | ----------------------------- | ----------- |
| "Color"                                                                                       | 2019 | 111                           | 3                             | Color on Me |
| "I Hope"                                                                                      | 2019 | 110                           | 2                             | Color on Me |
| "Horizon"                                                                                     | 2019 | 127                           | —                             | Color on Me |
| "Intro (Through the Night)"                                                                   | 2019 | 139                           | —                             | Color on Me |
| "Runaway" (featuring Yumdda)                                                                  | 2020 | —                             | 94                            | Magenta     |
| "Flash"                                                                                       | 2020 | —                             | 95                            | Magenta     |
| "Movie" (featuring Dvwn)                                                                      | 2020 | —                             | 96                            | Magenta     |
| "Night" (밤)                                                                                  | 2020 | —                             | 97                            | Magenta     |
| "—" biểu thị các bản phát hành không có bảng xếp hạng hoặc không được phát hành ở khu vực đó. |      |                               |                               |             |

## Sáng tác và đồng sáng tác
| Tiêu đề                                                     | Năm  | Nghệ sĩ     | Album                        | Sáng tác |
| ----------------------------------------------------------- | ---- | ----------- | ---------------------------- | -------- |
| "Kangaroo"                                                  | 2018 | Wanna One   | 1÷x=1 (Undivided)            | Có       |
| "Color"                                                     | 2019 | Kang Daniel | Color on Me                  | Có       |
| "What Are You Up To" (뭐해)                                 | 2019 | Kang Daniel | Color on Me                  | Có       |
| "Horizon"                                                   | 2019 | Kang Daniel | Color on Me                  | Có       |
| "I Hope"                                                    | 2019 | Kang Daniel | Color on Me                  | Có       |
| "Adulthood"                                                 | 2019 | Kang Daniel | Cyan                         | Có       |
| "Flash"                                                     | 2020 | Kang Daniel | Magenta                      | Có       |
| "Waves" (featuring Simon Dominic and Jamie)                 | 2020 | Kang Daniel | Magenta                      | Có       |
| "Who U Are" (깨워)                                          | 2020 | Kang Daniel | Magenta                      | Có       |
| "Runaway" (featuring Yumdda)                                | 2020 | Kang Daniel | Magenta                      | Có       |
| "Movie" (featuring Dvwn)                                    | 2020 | Kang Daniel | Magenta                      | Có       |
| "State of Wonder" (featuring Anthony Russo and Kang Daniel) | 2021 | inverness   | Monstercat Instinct Vol. 7   | Có       |
| "Paranoia"                                                  | 2021 | Kang Daniel | Yellow                       | Có       |
| "Digital"                                                   | 2021 | Kang Daniel | Yellow                       | Có       |
| "Misunderstood" (featuring Omega Sapien)                    | 2021 | Kang Daniel | Yellow                       | Có       |
| "Antidote"                                                  | 2021 | Kang Daniel | Yellow                       | Có       |
| "Save U" (featuring Wonstein)                               | 2021 | Kang Daniel | Yellow                       | Có       |
| "Hush Hush" (featuring Kang Daniel)                         | 2021 | Miyavi      | Imaginary                    | Có       |
| "Hush Hush (Korean Ver.)" (featuring Miyavi)                | 2022 | Kang Daniel | Rookie Cops OST Special      | Có       |
| "Ready to Ride"                                             | 2022 | Kang Daniel | Non-album single             | Có       |
| "The Story"                                                 | 2022 | Kang Daniel | The Story                    | Có       |
| "Upside Down"                                               | 2022 | Kang Daniel | The Story                    | Có       |
| "Loser" (featuring Dbo)                                     | 2022 | Kang Daniel | The Story                    | Có       |
| "Parade"                                                    | 2022 | Kang Daniel | The Story                    | Có       |
| "Don't Tell" (featuring Jessi)                              | 2022 | Kang Daniel | The Story                    | Có       |
| "Ride 4 U"                                                  | 2022 | Kang Daniel | The Story                    | Có       |
| "How We Live" (featuring sokodomo)                          | 2022 | Kang Daniel | The Story                    | Có       |
| "Mad" (featuring Chancellor)                                | 2022 | Kang Daniel | The Story                    | Có       |
| "1000x"                                                     | 2022 | Kang Daniel | The Story                    | Có       |
| "Moment"                                                    | 2022 | Kang Daniel | The Story                    | Có       |
| "Remember Us"                                               | 2022 | Kang Daniel | Street Man Fighter OST Vol.2 | Có       |